# アイヴァン・チャマイエフ
アイヴァン・チャマイエフ（Ivan Chermayeff, 1932年6月6日 - 2017年12月2日）は、イギリス出身のアメリカ合衆国のグラフィックデザイナー、イラストレーター。アメリカを代表するグラフィックデザイナーの一人であり、デザイン事務所チャマイエフ&ガイスマー&ハヴィヴの創業者でもある。

## 生涯

### 誕生
1932年6月6日、ロシア系イギリス人の建築家サージ・チャマイエフ（Serge Ivan Chermayeff）とその妻バーバラ（旧姓メイ, Barbara Maitland May）の間に生まれる。弟のピーター（Peter Chermayeff）はその3年後に生まれており、二人ともロシアのツァーリであるイヴァン4世、ピョートル1世にちなんで名づけられた。一家は当時、父サージがサセックスに建てた家に住んでおり、庭にはイギリスの著名な彫刻家ヘンリー・ムーアの手による「横たわる像 (英語版)」の彫刻が置かれていた（現在この彫刻はテート・ギャラリーが所有している）。

### アメリカへの移住
1940年、チャマイエフが8歳の時に第二次世界大戦が勃発し、一家はカナダのモントリオールを経由してアメリカに移住。両親が職を求めて各地を転々とする間、チャマイエフは弟と共にマサチューセッツ州に住んでいたドイツ人建築家ヴァルター・グロピウスの元に預けられ、およそ1年後にカリフォルニア州オークランドで再び一緒に住むことになった。一家はその後も数回に渡って移住を繰り返し、最終的にはマサチューセッツ州に定住。チャマイエフは同州アンドーバーにある名門寄宿学校フィリップス・アカデミーで勉学に励んだ。
1950年にフィリップス・アカデミーを卒業後、1952年までハーバード大学、1954年までイリノイ工科大学のデザイン大学院に通学。同学院ではIBMのロゴマークを手掛けたデザイナーのポール・ランドに師事している。1955年にイェール大学の美術建築学校（現美術学校および建築学校）を卒業し、美術学士号を取得した。その頃より彼はグラフィックデザインに傾倒することになるが、当時はまだ、グラフィックデザイナーは専門職としてほとんど認知されていなかった。チャマイエフは2007年のインタビューで、グラフィックデザイナーを志すことについて次のように答えている。
| 「 | デザイナーになりたいという考えは、早くから持っていました。それが何なのか知っていたからではなく、建築家になりたくなかったからです。[...] 建築家の仕事は長期に渡る上、資金不足などの理由で失敗することが多い。グラフィックデザインは自分たちの仕事の99パーセントが作品として世に出るので、仕事をより早く進めることができるという利点があります。 | 」 |

### 下積み時代からデザイン事務所設立まで

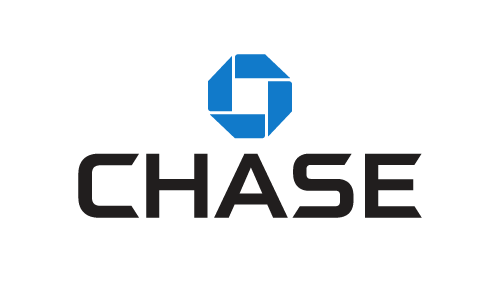
チャマイエフ&ガイスマーが手掛けたチェース銀行のロゴマーク

イェール大学を卒業後、チャマイエフはグラフィックデザイナーのアルヴィン・ラスティグの下で短期間アシスタントとして働き、のちにCBSレコードに入社。同社ではレコードジャケットのデザインの仕事に携わった。
1957年、彼は父の教え子の一人であったロバート・ブラウンジョン、イェール大学での同級生だったトム・ガイスマーの二人と共にデザイン事務所「ブラウンジョン・チャマイエフ＆ガイスマー」（Brownjohn, Chermayeff & Geismar）を設立。ニューヨークのワンルームにオフィスを構えた。初となる仕事は1958年に開催されたブリュッセル万国博覧会におけるアメリカ館の内装デザインであり、そこでチャマイエフらはモダンなグラフィックや看板の一部を使い「アメリカの街並み」を表現した内装を披露した。しかし1959年にブラウンジョンが離脱し、事務所の名前は「チャマイエフ＆ガイスマー」（現チャマイエフ&ガイスマー&ハヴィヴ）に改名された。
1960年にはチェース・マンハッタン銀行（現JPモルガン・チェース銀行）側からの依頼により、同行の新しいロゴデザインを手掛けた。それまで同行は「世界地図の上に地球の絵が添えられている」込み入ったデザインのロゴを採用していたが、チャマイエフらはそれとは対照的な、八角形のみのシンプルなデザインを提案した。当時、抽象的な企業ロゴがほとんど存在していなかった中での彼らのデザインは斬新なものであり、この実績により事務所には次々と依頼が舞い込む。以降、チャマイエフ&ガイスマーは100を超える世界中の企業にロゴを提供する大手事務所にまで成長することになった。一方私生活では、1956年に最初の妻であるサラ・アン・ダフィー（Sara Anne Duffy）と結婚するが、のちに離婚し、1978年に二度目の妻となるジェーン・クラーク（Jane Clark）と再婚。3人の娘（キャサリン、サーシャ、マロ）と1人の息子（サム）を授かっている。

### アーティスト・絵本作家としての顔

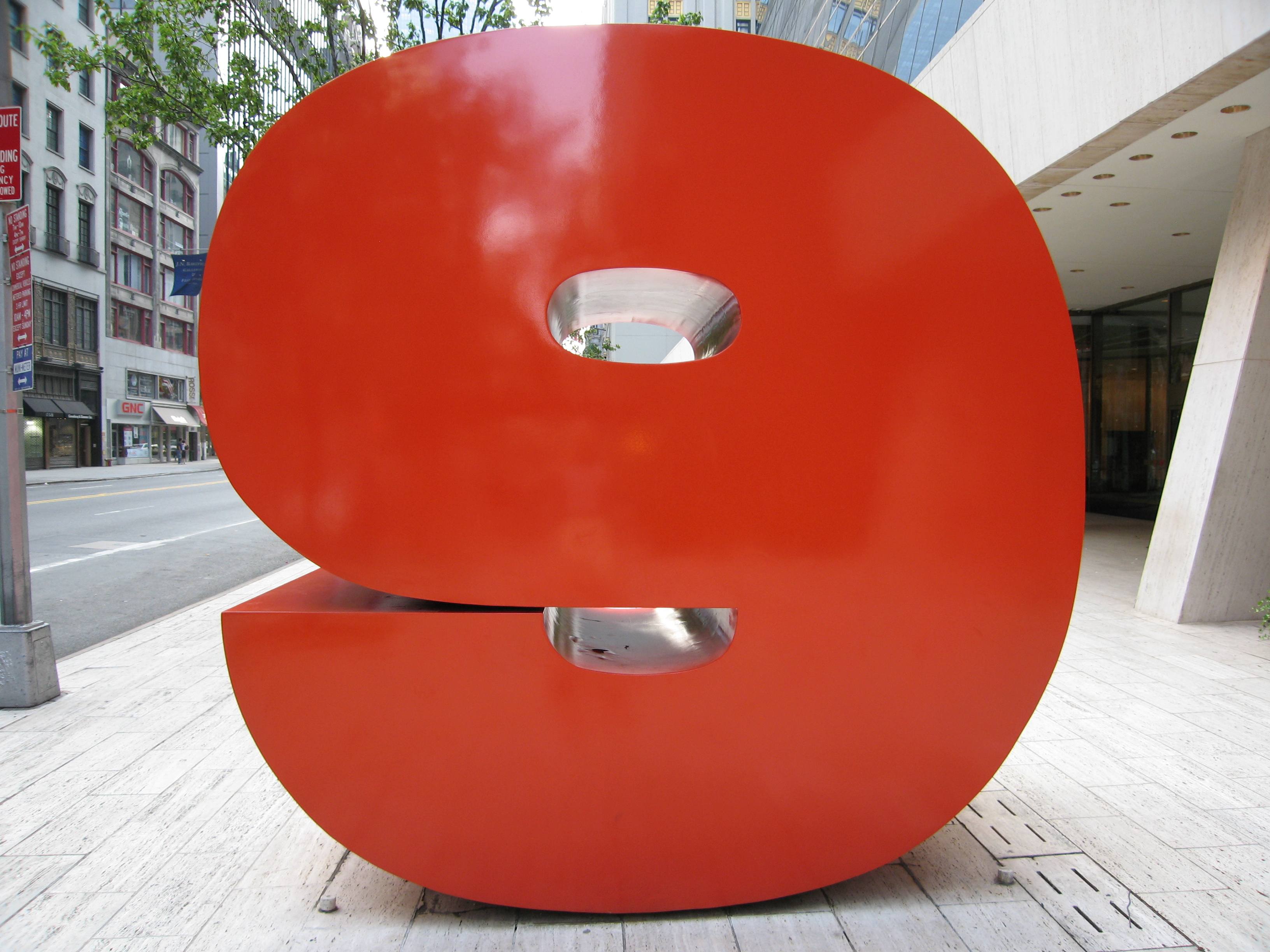
ソロービル前の9の彫刻

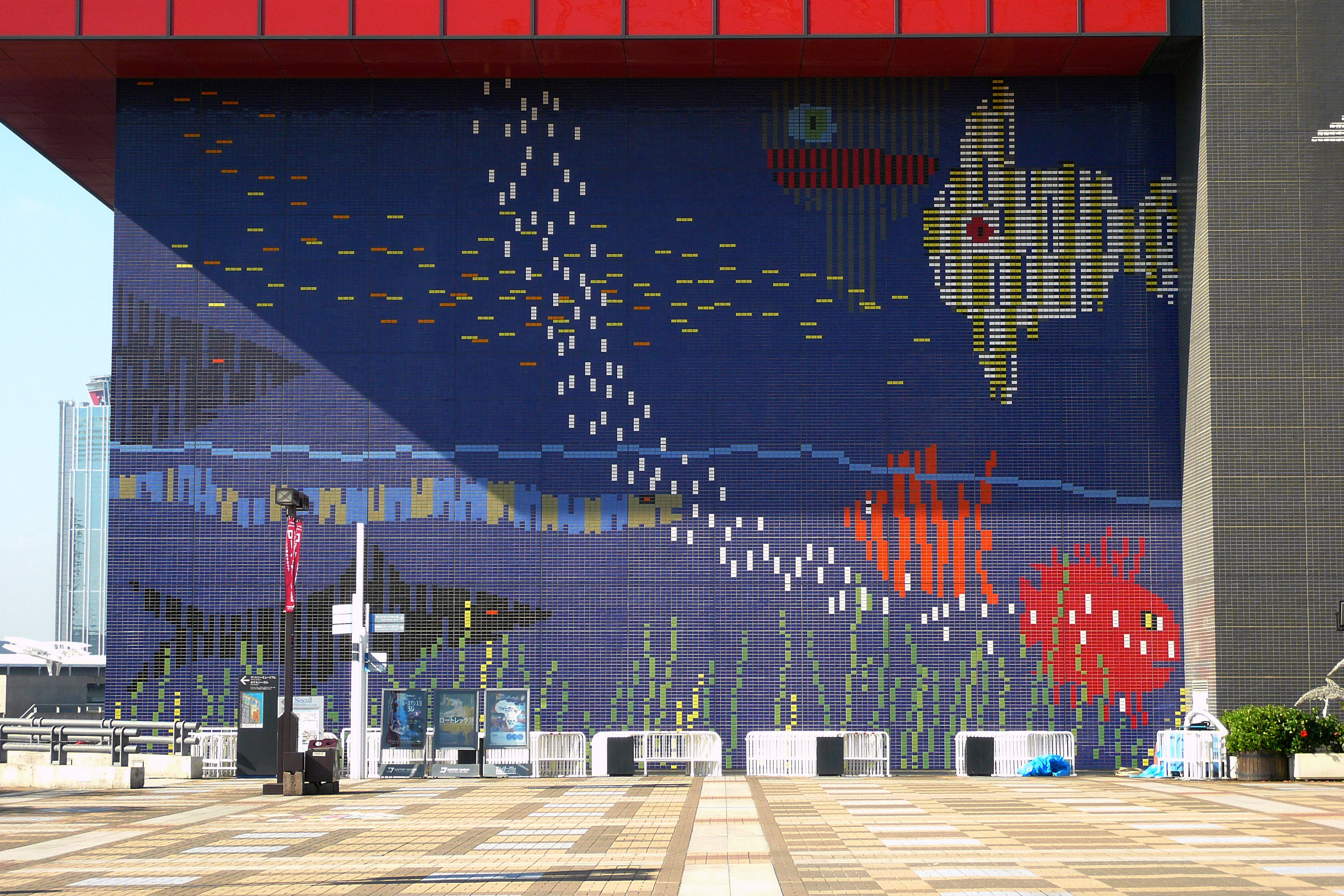
海遊館壁画（部分）

チャマイエフはグラフィックデザイナーとして活動する傍ら、捨てられていたゴミを用いて人の顔を象ったコラージュ作品を多数制作しており、ロゴデザインの際にもコラージュの技法を活かしている。彼がコラージュ作品を作り始めたのは学生時代からで、彼は同級生の絵の上手さに圧倒され「絵を描くのが本当に怖くなった」と感じたのがきっかけだったことを述べている。また、ロゴデザインとコラージュの関係性についても、線や色、文字などを断片的に用いるという点において「それほど大きな差はない」と語っている。彼は同様の手法で廃材を用いたアッサンブラージュ作品も制作している。
加えて彼は絵本作家としても活躍しており、彼が手掛けた絵本のうち、作家のカート・ヴォネガットとの共作による『Sun Moon Star』は、日本では「お日さま お月さま お星さま」の邦題で国書刊行会より刊行されている。
この他、彼はニューヨークのソロービル正面に設置された赤い9の彫刻の設計や、大阪にある水族館、海遊館の壁画制作も手掛けている。

### グラフィックデザイナー以外の役職、晩年
こうしたデザイン面での功績を残したチャマイエフは、様々な公的機関での役職にも就いている。主要なものとして、1963年から1966年までアメリカグラフィックアート協会（AIGA）の会長、1965年から1986年までニューヨーク近代美術館の評議員、1972年から1976年までニューヨーク市立美術協会理事を務めている。1978年からは国際グラフィック連盟の会員として籍を置き、1988年から1996年までスミソニアン協会理事、1988年から2002年までパーソンズ・スクール・オブ・デザイン理事会監事を務めた。また、クーパー・ユニオン、カリフォルニア大学、カンザスシティ美術大学の客員教授を務めている。
称号に関しては1981年にアートディレクターズクラブの殿堂入りを果たし、1991年にはフィラデルフィア美術大学とコーコラン美術館より名誉美術博士号を、母国イギリスの王立技芸協会より名誉王室産業デザイナーの称号を授与された。
チャマイエフは2017年にミネアポリスで開かれたAIGAの会議に出席したのが最後の公の場となり、同年12月2日に亡くなった。享年85歳。チャマイエフの死後、彼が住んでいたマンハッタンの住宅は260万ドルで売りに出された。

## 学位・称号等
- 1955年― イェール大学 美術学士号
- 1967年― アメリカ建築家協会 産業芸術メダル[11]
- 1971年― フィラデルフィア美術大学 ゴールドメダル[11]
- 1979年― アメリカグラフィックアート協会 AIGAメダル[11][29]
- 1981年― ロードアイランド・スクール・オブ・デザイン 学長フェロー賞[11]
- 1981年― アートディレクターズクラブの殿堂入り
- 1985年― Yale Arts Awards メダル[30]
- 1991年― フィラデルフィア美術大学、コーコラン美術館 名誉美術博士号
- 2014年― ナショナル・デザイン・アワード（英語版） 生涯功労賞[31]

## 代表作

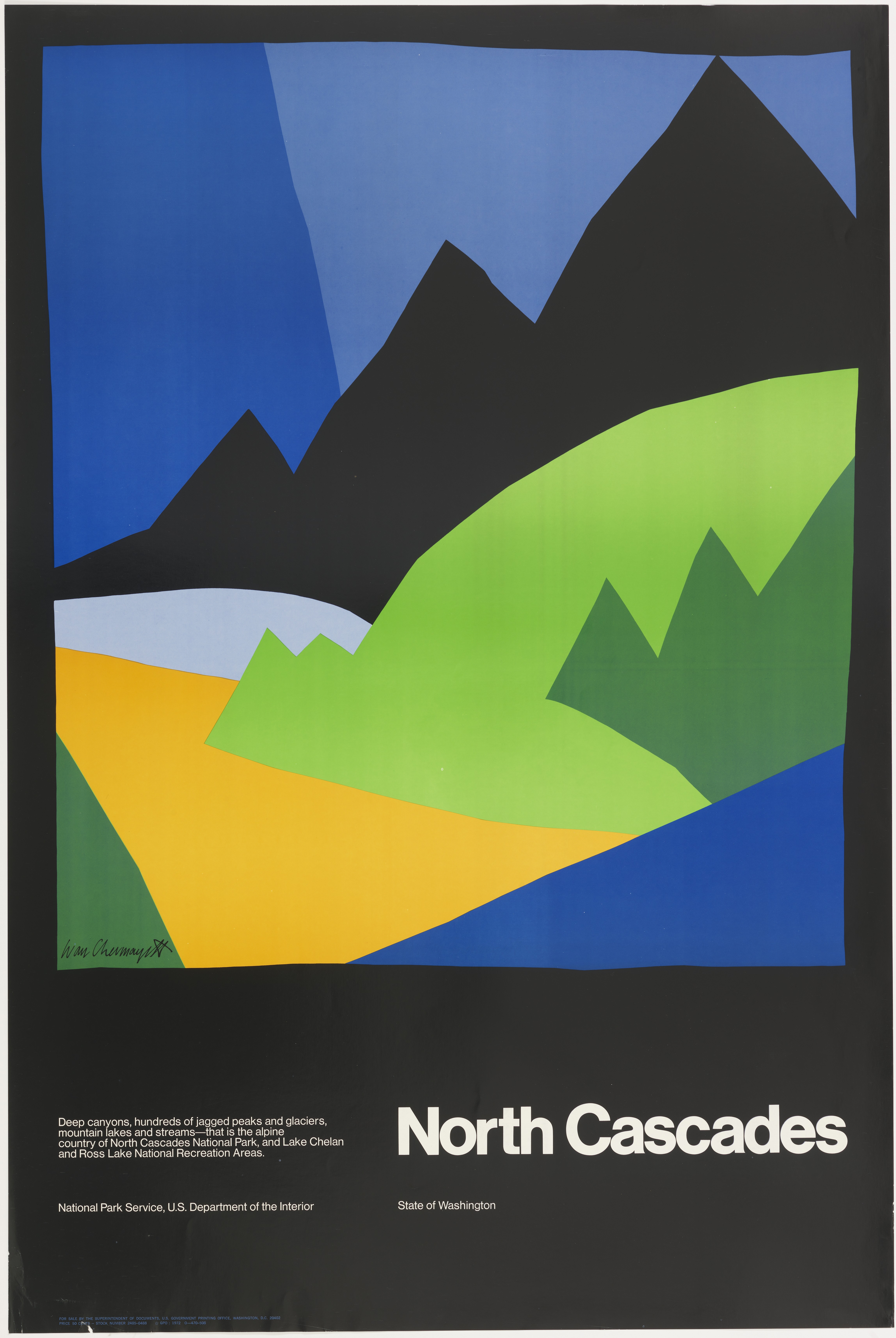
ノース・カスケード国立公園のポスター(1972年)

- PBSのテレビ番組「Masterpiece」の番組宣伝ポスター
  - Shoulder to Shoulder (1975年)[11]
  - Poldark (1975年)[32]
  - Kean (1979年)[33]
  - Sunset Song (1980年)[34]
  - Sweet Cousin Bette (1980年)[35]
  - Danger UXB (1981年)[36]
  - Lillie (1980年)[37]
  - Winston Churchill: The Wilderness Years (1983年)[38]
  - The Good Soldier (1983年)[39]
  - The Barchester Chronicles (1984年)[40]
- ニューヨーク都市圏交通公社 ポスター (1977年)[11]
- アメリカ自然史博物館 ポスター (1984年)[38]
- 海遊館の壁画（1990年）[22]
- ヤコブの枕 1993（Jacob's Pillow 1993、ポスター）[41]
- UCLAサマーセッション1997 ポスター（UCLA Summer Sessions 1997）[42]

他

## 著作

### コラージュ作品集
- Ivan Chermayeff Collages (1991年)[43]
- Suspects, Smokers, Soldiers and Salesladies (2001年、Lars Muller Publishers、ISBN 978-3907078372)[44]

### 児童書
- The Thinking Book (Sandol Stoddard Warburg著、Little, Brown and Company、1960年)[45][46]
- Blind Mice and Other Numbers (Colorcraft New York、1961年)[47][48]
- Keep It Like a Secret (Sandol Stoddard Warburg著、Little, Brown and Company、1961年)[49]
- The New Nutcracker Suite and Other Innocent Verses (Ogden Nash著、Little, Brown and Company、1962年)[50][51]
- Peter Pumpkin (John Ott著、Doubleday & Company、1963年)[52]
- Ho for a Hat! (William Jay Smith著、Little, Brown and Company、1964年)[53]
- Sun Moon Star (カート・ヴォネガット著、Hutchinson、1980年、ISBN 978-0091424008)
  - お日さま お月さま お星さま（浅倉久志 訳、国書刊行会、2009年、ISBN 978-4-336-05162-2[18]）
- Tomato and Other Colors (Prentice Hall、1981年、ISBN 978-0139247538)[54]
- Fishy Facts (Harcourt Children's Books、1994年、ISBN 978-0152281755)[55]
- Furry Facts (Houghton Mifflin Harcourt Publishing Company、1994年、ISBN 978-0152304256)[56]
- Scaly Facts (Houghton Mifflin Harcourt Publishing Company、1995年、ISBN 978-0152001094)[57]
- Feathery Facts (Houghton Mifflin Harcourt Publishing Company、1995年、ISBN 978-0152001100)[58]
- The Hole Story (Eve Merriam著、Simon & Schuster、1995年、ISBN 978-0671883539)[59]

## 関連書籍
- ggg books 12 アイヴァン・チャマイエフ（ギンザ・グラフィック・ギャラリー、1994年）[60]